# Anapriona submaculosa
Anapriona submaculosa är en skalbaggsart som först beskrevs av Maurice Pic 1917.  Anapriona submaculosa ingår i släktet Anapriona och familjen långhorningar. Inga underarter finns listade i Catalogue of Life.